# 矢田 (名古屋市)
矢田（やだ）は、愛知県名古屋市東区および北区の町名。現行行政地名は東区矢田一丁目から矢田五丁目と矢田町および北区矢田町1丁目。住居表示は矢田一丁目から矢田五丁目が実施済み、矢田町が未実施。

## 地理
名古屋市東区矢田および矢田町は区北東部に位置し、東は大幸、南は矢田南、北は矢田川を挟んで守山区鳥羽見、西は北区山田に接する。東区側の矢田町は現在、矢田川の河川敷部分に残存する。
北区矢田町は区西部に位置する。

### 河川
- 矢田川

## 歴史
春日井郡（西春日井郡）矢田村を前身とする。

### 町名の由来
北隣にあった山田村の「ま」を略したもので、北側を山田、南側を矢田と呼び分けたものといわれているが未詳である。

### 沿革

#### 矢田町
- 1889年（明治22年）10月1日 - 町村制施行・合併に伴い、西春日井郡六郷村大字矢田となる[2]。
- 1921年（大正10年）8月22日 - 名古屋市東区へ編入し、同区矢田町となる[2]。
- 1936年（昭和11年）1月18日 - 矢田町18番地において、三菱電機名古屋支店が設置される[3]。
- 1942年（昭和17年）9月20日 - 一部を千種区鍋屋上野町へ編入[4]。
- 1943年（昭和18年）8月10日 - 大幸町との間で境界を変更[2]。
- 1946年（昭和21年）4月15日 - 一部が北区に編入され、北区矢田町が成立[2]。
- 1979年（昭和54年）5月5日 - 東区矢田町の一部が同区古出来二〜三丁目・出来町三丁目・矢田南一〜五丁目となる[5]。
- 1984年（昭和59年）1月15日 - 東区矢田町の一部が同区大幸南一丁目となる[2]。
- 1987年（昭和62年）11月24日 - 東区矢田町の一部が同区大幸一〜三丁目・矢田東となる[2]。
- 2004年（平成16年）11月20日
  - 東区矢田町の一部が同区大幸二丁目（道路部分のみ）・矢田一〜五丁目となる[WEB 1]。
  - 北区矢田町の一部が同区山田四丁目となる[WEB 1]。

#### 矢田
- 2004年（平成16年）11月20日 - 大曽根土地区画整理事業の換地処分に伴い[WEB 9]、東区矢田一丁目から矢田五丁目が以下の通り成立する[WEB 1]。
  - 矢田一丁目は、東大曽根町本通7丁目・矢田町字柳原（道路部分）の全域および東大曽根町本通6丁目・東大曽根町字永符・矢田町3丁目・矢田町4丁目・山田東町1丁目・山田東町2丁目・山田東町3丁目・東大曽根町東1丁目（道路部分）・東大曽根町字東沖（道路部分）の各一部により成立。
  - 矢田二丁目は、矢田町2丁目・矢田町3丁目・矢田町4丁目・矢田町字宮前・山田東町1丁目・山田東町2丁目・山田東町3丁目の各一部により成立。
  - 矢田三丁目は、矢田町2丁目・矢田町9丁目・矢田町字寺畑・山田東町3丁目の各一部により成立。
  - 矢田四丁目は、矢田町5丁目・矢田町7丁目・矢田町8丁目・矢田町字村内の全域および矢田町2丁目・矢田町9丁目・矢田町字宮前・矢田町3丁目（道路部分）・矢田町4丁目（道路部分）・矢田町6丁目（道路部分）・矢田町10丁目（道路部分）・矢田町字寺畑（鉄道部分）の各一部により成立。
  - 矢田五丁目は、矢田町6丁目・矢田町10丁目・矢田町4丁目（道路部分）の各一部により成立。

## 世帯数と人口
2019年（平成31年）2月1日現在の世帯数と人口は以下の通りである。
| 丁目       | 世帯数    | 人口    |
| ---------- | --------- | ------- |
| 矢田一丁目 | 685世帯   | 1,158人 |
| 矢田二丁目 | 388世帯   | 810人   |
| 矢田三丁目 | 512世帯   | 990人   |
| 矢田四丁目 | 672世帯   | 1,294人 |
| 矢田五丁目 | 249世帯   | 455人   |
| 計         | 2,506世帯 | 4,707人 |

### 人口の変遷
国勢調査による人口の推移（2000年以前は矢田町の人口を示す）
| 1995年（平成7年）  | 4,982人 | [ WEB 10 ] |  |
| 2000年（平成12年） | 4,473人 | [ WEB 11 ] |  |
| 2005年（平成17年） | 5,147人 | [ WEB 12 ] |  |
| 2010年（平成22年） | 5,114人 | [ WEB 13 ] |  |
| 2015年（平成27年） | 4,771人 | [ WEB 14 ] |  |

## 学区
市立小・中学校に通う場合、学校等は以下の通りとなる。また、公立高等学校に通う場合の学区は以下の通りとなる。
| 丁目       | 番・番地等 | 小学校               | 中学校               | 高等学校 |
| ---------- | ---------- | -------------------- | -------------------- | -------- |
| 矢田一丁目 | 全域       | 名古屋市立矢田小学校 | 名古屋市立矢田中学校 | 尾張学区 |
| 矢田二丁目 | 全域       | 名古屋市立矢田小学校 | 名古屋市立矢田中学校 | 尾張学区 |
| 矢田三丁目 | 全域       | 名古屋市立矢田小学校 | 名古屋市立矢田中学校 | 尾張学区 |
| 矢田四丁目 | 全域       | 名古屋市立矢田小学校 | 名古屋市立矢田中学校 | 尾張学区 |
| 矢田五丁目 | 全域       | 名古屋市立矢田小学校 | 名古屋市立矢田中学校 | 尾張学区 |

## 交通
- 愛知県道15号名古屋多治見線（環状線）

## 施設

### 矢田一丁目

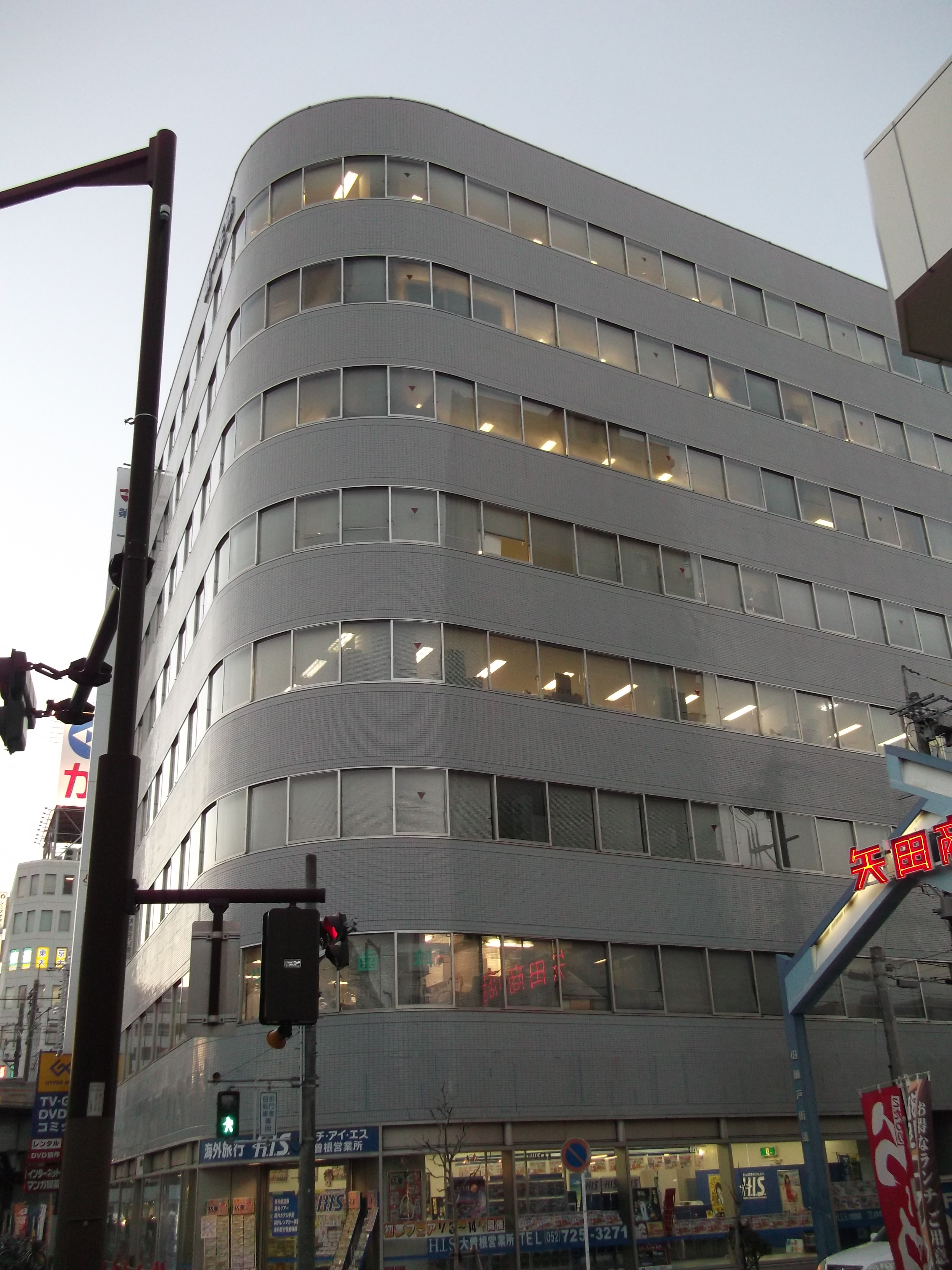
名古屋大曽根第一生命ビル
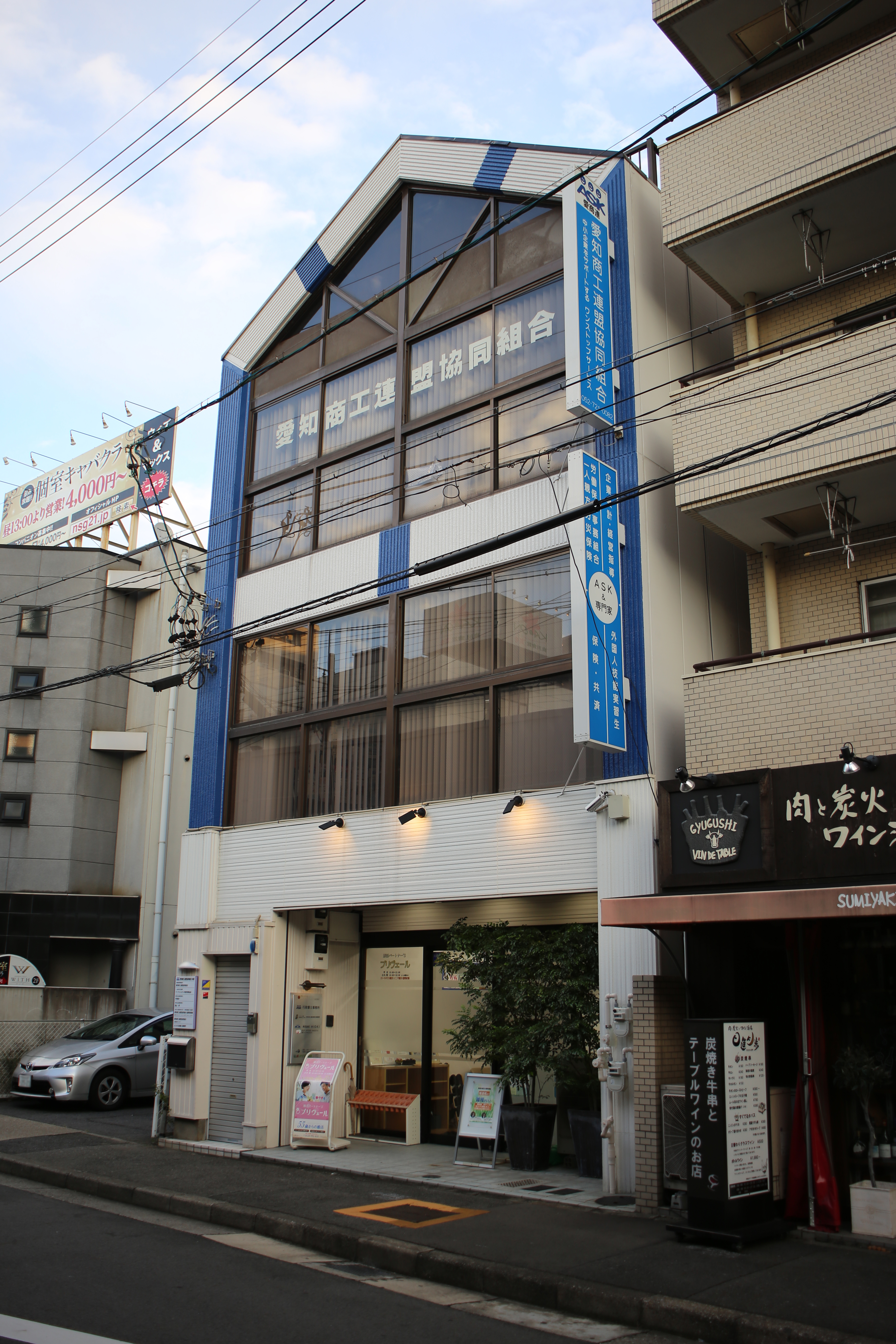
矢田東公園

1993年（平成5年）7月30日供用開始。
- 愛知商工連盟協同組合本部

- 名古屋大曽根第一生命ビル
- 愛知商工連盟協同組合本部

### 矢田二丁目

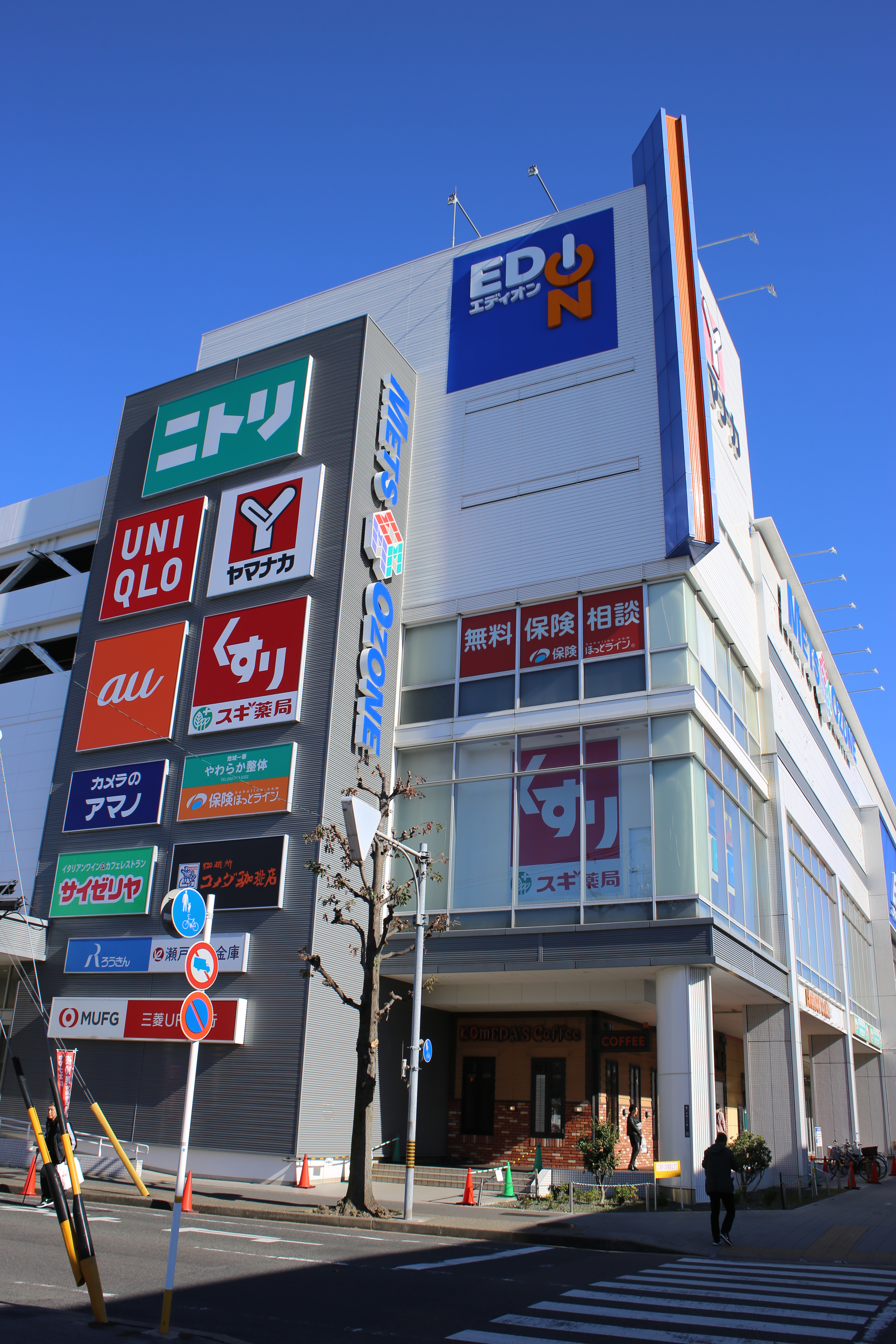
メッツ大曽根
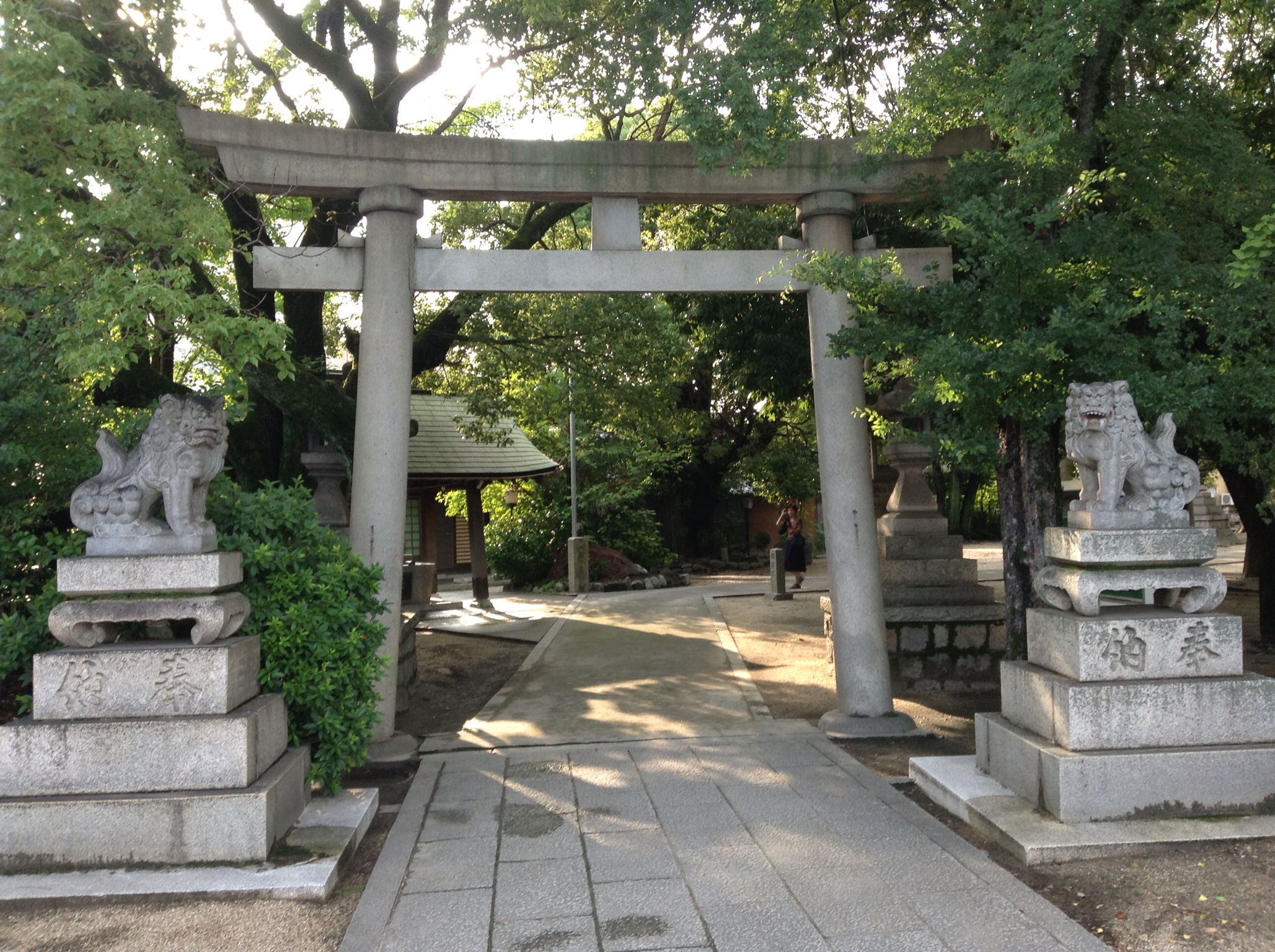
白山神社
- 愛知県歯科技工士会

- メッツ大曽根
- 白山神社

### 矢田三丁目
- 長母寺
- 木ヶ崎公園

1956年（昭和31年）10月15日供用開始。
- タカラスタンダード 名古屋支店

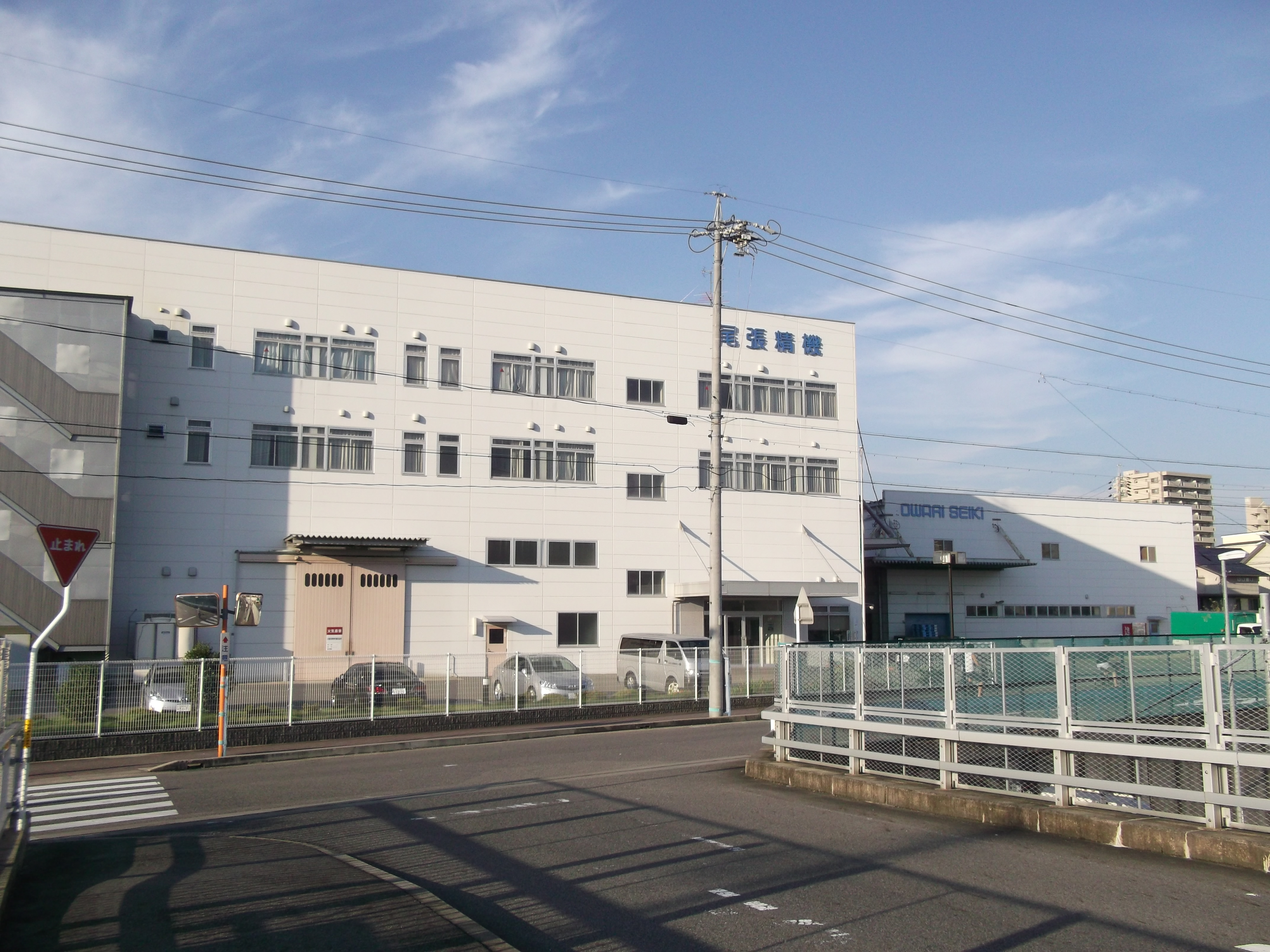
尾張精機本社
- やだ保育園

- 尾張精機本社

### 矢田四丁目

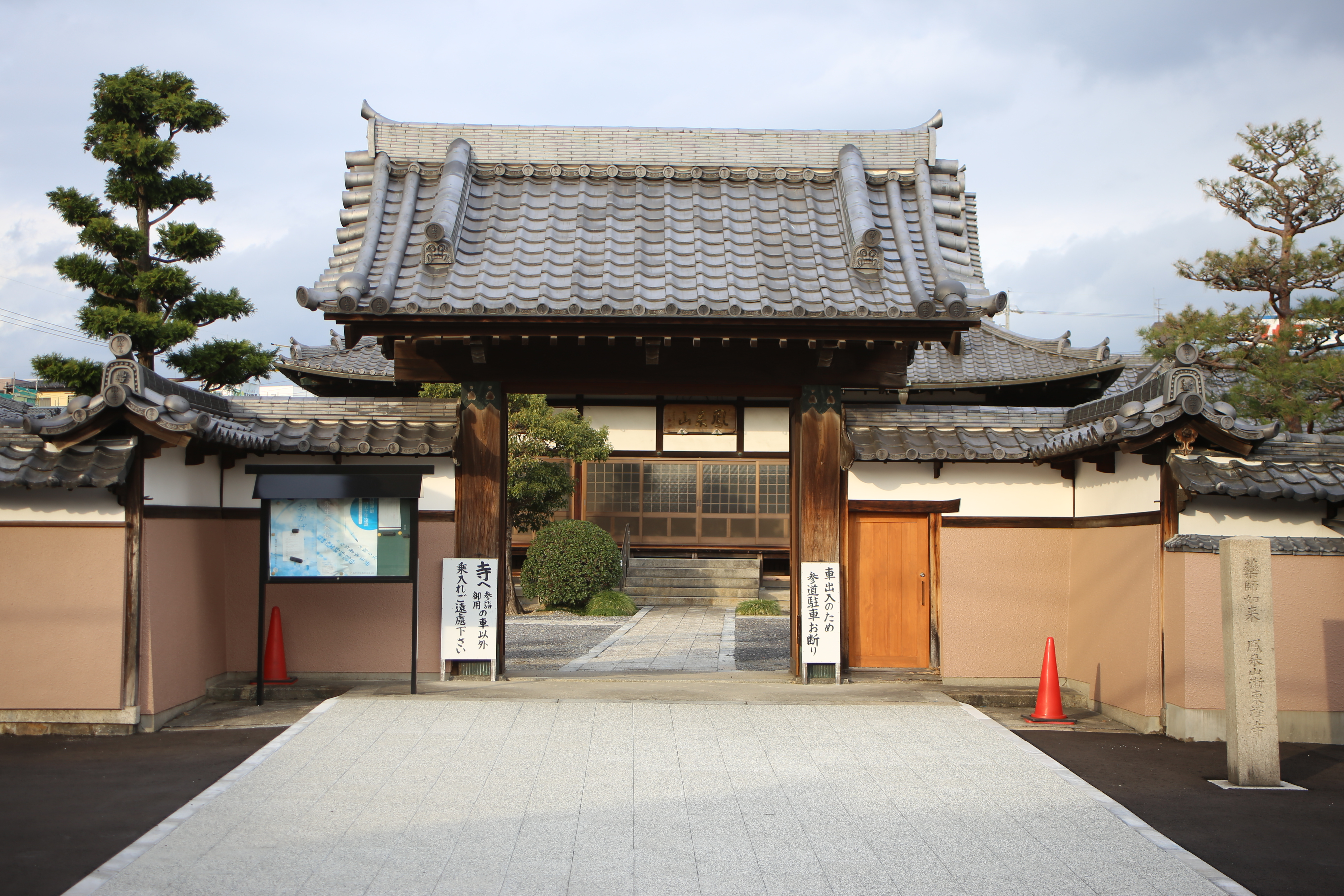
漸東寺
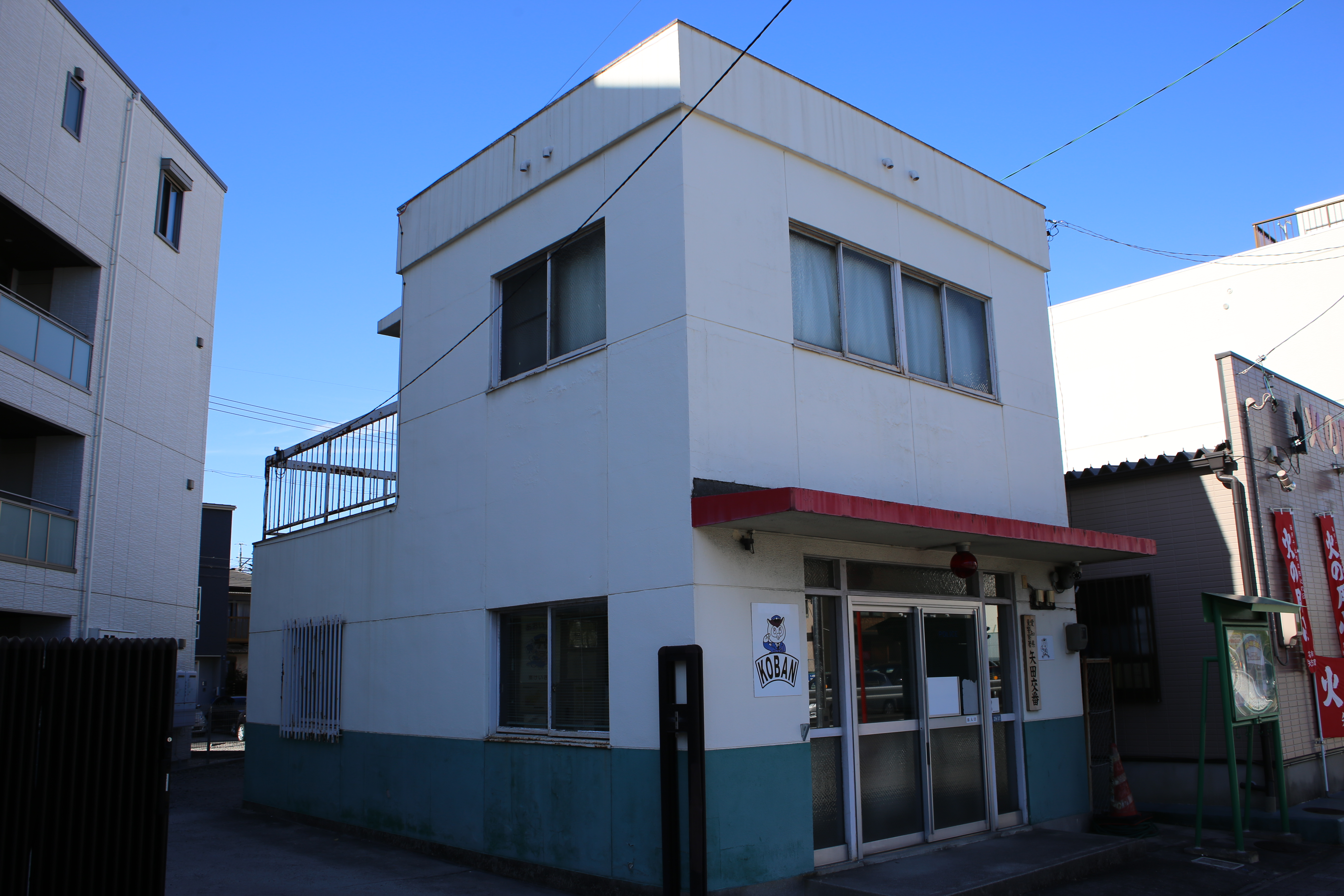
矢田北公園

2003年（平成15年）4月1日供用開始。
- 愛知県警察東警察署矢田交番
- 矢田橋梁

- 漸東寺
- 矢田交番

### 矢田五丁目
- 名古屋矢田郵便局

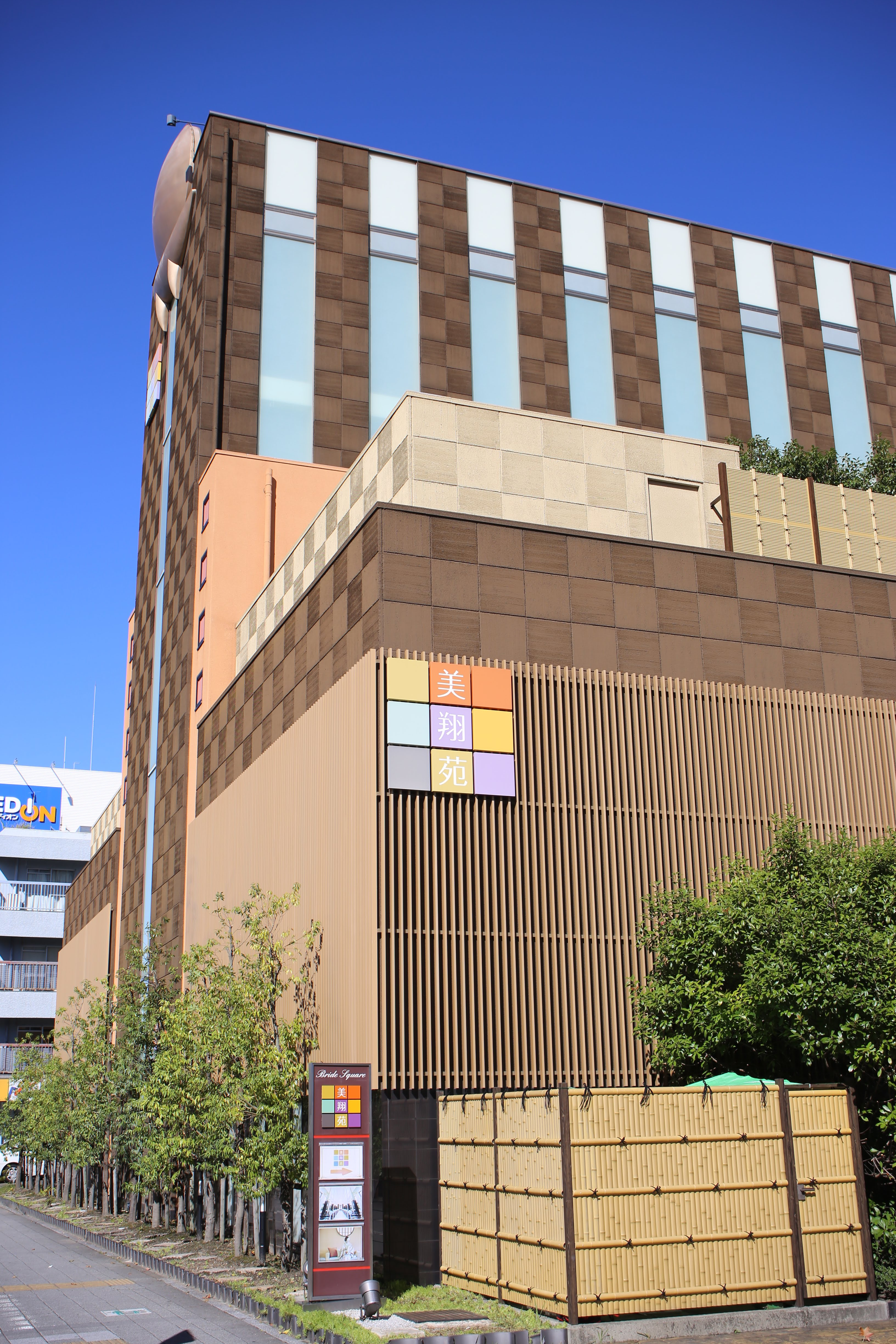
美翔苑

- 美翔苑

## その他

### 日本郵便
- 集配担当する郵便局は以下の通りである[WEB 18]。

| 区   | 町丁   | 郵便番号 | 郵便局         |
| ---- | ------ | -------- | -------------- |
| 東区 | 矢田   | 461-0040 | 名古屋東郵便局 |
| 北区 | 矢田町 | 462-0812 | 名古屋北郵便局 |